# Thomas Schmit
Thomas Schmit (Lussemburgo, 26 aprile 1894 – Lussemburgo, 9 agosto 1944) è stato un calciatore lussemburghese, di ruolo difensore.

## Carriera

### Club
Thomas Schmit iniziò la sua carriera calcistica nel 1914, giocando come difensore per l'US Hollerich Bonnevoie, club con cui rimase fino al 1924.

### Nazionale
A livello internazionale, fece parte della Nazionale di calcio del Lussemburgo dal 1914 al 1924, disputando 4 partite ufficiali. Tra le sue presenze si annovera la partecipazione ai Giochi olimpici del 1920 ad Anversa, dove fu schierato nella formazione lussemburghese.